# Piletocera albicinctata
Piletocera albicinctata là một loài bướm đêm trong họ Crambidae.